# مصدة (الأحساء)
مصدة هي قرية تتبعُ الأحساء في المِنطقة الشرقيَّة في المَملكة العربيَّة السعوديَّة.

## الموقع
تقع مصدة شمال غرب مدينة الهفوف وشمال حوض، وتبعد عن محافظة الأحساء مسافةَ 112 كيلومترًا، وعن العاصمة الرياض مسافة 487 كيلومترًا.

## النقل
يمر بالقرب من القرية الطريق السريع 75.

## السكان
يبلغ عدد سكان القرية حوالي 230 نسمة موزعين في 25 منزل.

## النوادي
يوجد بقرية المصدة نادي المصدة تأسس عام (1398 هـ - 1977).
.

## المرافق
- مدرسة ابتدائية مصدة سدير.[5]
- مدرسة ثانوية «مصدة» للبنين.[6]